# بازی بز و ببر
بازی بز و ببر (به مالایالم: Aadupuliyattam) و (به انگلیسی: Goat and Tiger game) فیلمی هندی محصول سال ۲۰۱۶ و به کارگردانی کننان تاماراککلام است. در این فیلم بازیگرانی همچون جایارام، اوم پوری، رامیا کریشنان، آکشارا کیشور، شیلو آبراهام، سامپات راج، رامش پیشارودی و صدیق ایفای نقش کرده‌اند.